# Eduardo Maristany y Gibert
Eduardo Maristany y Gibert (Barcelona, 1855-Barcelona, 1941) fue un ingeniero de la Compañía de los ferrocarriles de Tarragona a Barcelona y Francia y posteriormente de la Madrid-Zaragoza-Alicante (las dos compañías se fusionaron), donde ascendió hasta llegar a ser el director. Entre sus obras destaca la del túnel de Argentera (más de 4 km de longitud). Fue una obra de tal magnitud que lo hizo merecedor del título de marqués de Argentera otorgado por Alfonso XIII en 1918. Ordenó construir la actual Estación de Francia de Barcelona.

## Biografía
Nació el 26 de diciembre de 1855 en Barcelona en una familia de gran tradición ferroviaria. Su abuelo, Manuel Gibert y Sans, había sido presidente durante dos décadas de varias compañías ferroviarias. Primero del Ferrocarril de Barcelona a Mataró y posteriormente de los Caminos de Hierro de Barcelona a Francia por Figueres.
En 1881 obtuvo el título de ingeniero de caminos por la Escuela de Ingenieros de Caminos de Madrid e ingresó en la Jefatura de la División de Ferrocarriles del Estado en Barcelona. Esta se encargaba de inspeccionar las empresas explotadoras del ferrocarril. Maristany era el responsable de la parte técnica, para lo que tenía que estar al día de todas las novedades en el campo ferroviario y así escribía frecuentemente trabajos sobre la materia con una visión muy avanzada. Muchos de estos trabajos serían obras de referencia durante muchos años después.
Cuatro años más tarde, en 1885, abandonó la División y pasó a la empresa privada para trabajar en la Compañía de los Ferrocarriles de Tarragona a Barcelona y Francia (TBF) como ingeniero jefe de la unidad de construcción y estudio de nuevas líneas.
En aquella época, la TBF, después de absorber otra compañía, tenía la concesión de la construcción del "Tren Directo" a Zaragoza, por Caspe. En este proyecto una de las obras más singulares era el túnel de Argentera, con más de 4 km de longitud. El túnel permitía conectar las estaciones de Argentera y Pradell atravesando la sierra de Pradell. Las obras se habían iniciado en 1883, pero los resultados eran escasos hasta el momento. Desde que Maristany se hizo cargo del proyecto se empezó a trabajar ininterrumpidamente y en tres años estuvo acabado. Para concluir el trabajo escribió una detallada descripción de la obra, El túnel de Argentera, la cual posteriormente fue obra de referencia para la construcción de nuevos túneles.
En 1895 fue ascendido a ingeniero jefe del Servicio de Vías y Obras. Entonces ya era muy conocido y escribía regularmente trabajos y estudios para la Revista de Obras Públicas. En 1898 se produjo la fusión entre la Compañía de los Ferrocarriles de Madrid a Zaragoza y Alicante (MZA) y la TBF, con lo que Maristany, que era el director de TBF, tras suceder a Claudio Planás, pasó a ser el representante de MZA en Barcelona, con lo que pasó a tener el control durante muchos años de la denominada Red Catalana de la MZA.
El prestigio que desarrolló durante su etapa al frente del negocio catalán de MZA lo llevó en 1908 a convertirse en director de la compañía. En ese momento se planteaba integrar la red catalana (la antigua TBF) en la red antigua, que Maristany diseñó como un proceso evolutivo, que no culminaría hasta 1936. La carga de trabajo que suponía la dirección de MZA le dejaba poco tiempo libre (tenía su domicilio en la estación de Atocha) y durante esta época dejó de escribir libros.
Al cabo de diez años al frente de la compañía, en 1918, se había ganado el afecto del personal (tal como había pasado ya con la TBF años antes). Por esto estos pidieron al rey un título nobiliario que lo hiciera ser recordado por uno de sus trabajos de ingeniería más notables. La Casa Real accedió y el 18 de junio de 1918 el rey Alfonso XIII lo nombró marqués de Argentera.
Con el tiempo su salud fue empeorando, curiosamente al mismo momento que empeoraba la situación del ferrocarril, y en 1934 pidió la jubilación. Volvió con todos los honores a su ciudad natal, que hubo más tarde que abandonar debido al estallido de la Guerra Civil. Murió en Barcelona el 5 de mayo de 1941 a los ochenta y seis años de edad.